# Hreblay Emil
Polonkai Hreblay Emil, teljes nevén: Hreblay Emil József Viktor (Kassa, 1868. április 19. – Eperjes, 1930. február 24.) mezőgazdász, szakíró. Főként az állattenyésztés, ezen belül a  kisállattartás, különösen a baromfitenyésztés és -nemesítés területén alkotott maradandót, mind gyakorlati szervező munkájával, mind oktató műveivel. Irodalmi munkásságában a kerti növénytermesztés, a talajművelés- és kezelés ágazatával is foglalkozott.

## Családja
Kisnemesi családban született, 1868. május 7-én keresztelték. Apja, Hreblay Arnold, földbirtokos, közgazdasági író, 1861–1879-ig a Kassai Főreáliskola rendes tanára. Anyja, bedollai Bálintffy Emília. Testvérei: Hreblay Ida Emília Anna Mária (Kassa, 1871. október 8.– Budapest, 1948. május 24.) és Hreblay Ferenc (–1955. szeptember 14.).
Felesége nemesdedinai Dedinszky Adél (1869–1945), aki gyakorlati baromfitenyésztő és szintén elismert szakíró volt.
Házasságukból kilenc gyermek született: Izabella (1896–1967), Melánia (1897–1969), Béla (1898–?), Miklós (1898–1980, hivatalnok), Adél (1900–?), ifjabb Emil (1901–?), Tibor (1902–1977, dr. állatorvos), Jenő (1904–1970, tisztviselő) és Arnold (1905–?).
Unokája Horváth Imre (Monor, 1928. június 20. – Debrecen, 2012. július 21.) festőművész, biológia–rajz szakos tanár, szakfelügyelő, főiskolai docens (Izabella nevű leányának Horváth Ödön gyógyszerésszel kötött házasságából született gyermeke).

## Működése
Kassán végezte alsó- és középfokú tanulmányait. 1888-ban a Kassai m. kir. Gazdasági Tanintézetbe iratkozott, ahol 1890-ben nyerte el gazdász oklevelét. Ezután a Gyakorlati Mezőgazda társszerkesztőjeként helyezkedett el Kovácsy Béla mellett. 1890-ben tüzérönkéntes volt, de amellett a lapot is szerkesztette és könyvet írt „A takarmányneműek mesterséges eltartásáról” címmel (1891). 1891–1892 között az Országos Magyar Gazdasági Egyesület Istvántelki Gazdasági és Kertészeti Iskola igazgatójaként a majorsági vezetői tisztet is betöltötte. 1893-tól 1895-ig a csömöri uradalom intézője volt. 1896/1897-ben az eperjesi székhelyű Sáros megyei Gazdasági Egyesület titkári és közgazdasági előadói állásába került, s párhuzamosan az Eperjesen általa alapított Fogyasztási és Értékesítő Szövetkezetnek is vezérigazgatója volt. Szakértelmét felismerve, 1897-től a Magyar Királyi Földmívelésügyi Minisztériumban előadói munkakörben alkalmazták, hamarosan az Állattenyésztési és tejgazdasági ügyosztályhoz tartozó Baromfitenyésztési Osztály vezetője lett. 1898-ban a miniszter kerületi állattenyésztési felügyelővé nevezte ki. Közreműködésével létesült a Darányi Ignác miniszter kezdeményezésére megalapított Gödöllői Állami Baromfitenyésztő Telep és Munkásképző Iskola, melynek 1897-től 1904-ig ő volt az első igazgatója. 1898-ban szintén Darányi Ignác hathatós támogatásával megindította az új, baromfitenyésztő és -értékesítő, illetve a tojásértékesítő szövetkezetek, és tojásgyűjtő állomások létrehozását (2-3 év alatt több mint ötven ilyen új szövetkezet alakult). 1899-ben hivatalos utat tett Németországban, a VI. német nemzeti baromfi-kiállítás, és általánosan az ottani baromfitenyésztés tanulmányozására, fajbaromfik behozatalára. 1907-től a nagyváradi székhelyű, XII. Állattenyésztési m. kir. kerületi  felügyelőséghez gazdasági felügyelői beosztásba helyezték, melynek hatásköre Bihar, Arad és Békés vármegyék területére terjedt ki. 1909-ben a XV. számú, Kolozs és Torda-Aranyos vármegyei hatáskörű, kolozsvári székhelyű állattenyésztési kerület felügyelője lett. Ekkor Nagyváradról Kolozsvárra költözött. Már Nagyváradon kezdett az ezüst szőrmenyúl tenyészértékével és kezelésével foglalkozni, de itt létesített értékes tenyészetet, melyből minden évben kedvezményes áron juttatott a fajta elterjesztésére hivatott környező városi és falusi értelmiségnek. Az 1911-ben szerkesztett Magyarország tiszti cím- és névtára már az eperjesi székhelyű, Sáros vármegyei hatáskörű, LV. állattenyésztési körzet felügyelőjeként hozta le nevét, és mint a Hegyvidéki miniszteri kirendeltség (Munkács, Bereg vármegye) Eperjesen lakó helyi megbízottját említette.
1915-ben a Ferenc József-rend lovagkeresztjét ítélték meg számára.
A szlovák és magyar tanácsköztársasági események után 1919 augusztusában Eperjes város polgármesterévé nevezte ki a csehszlovák katonák élén ismét bevonuló Fábry zsupán.
1930. évi haláláig Eperjesen élt, gazdálkodott, illetve szakíróként is alkotott.

## Jelentősége

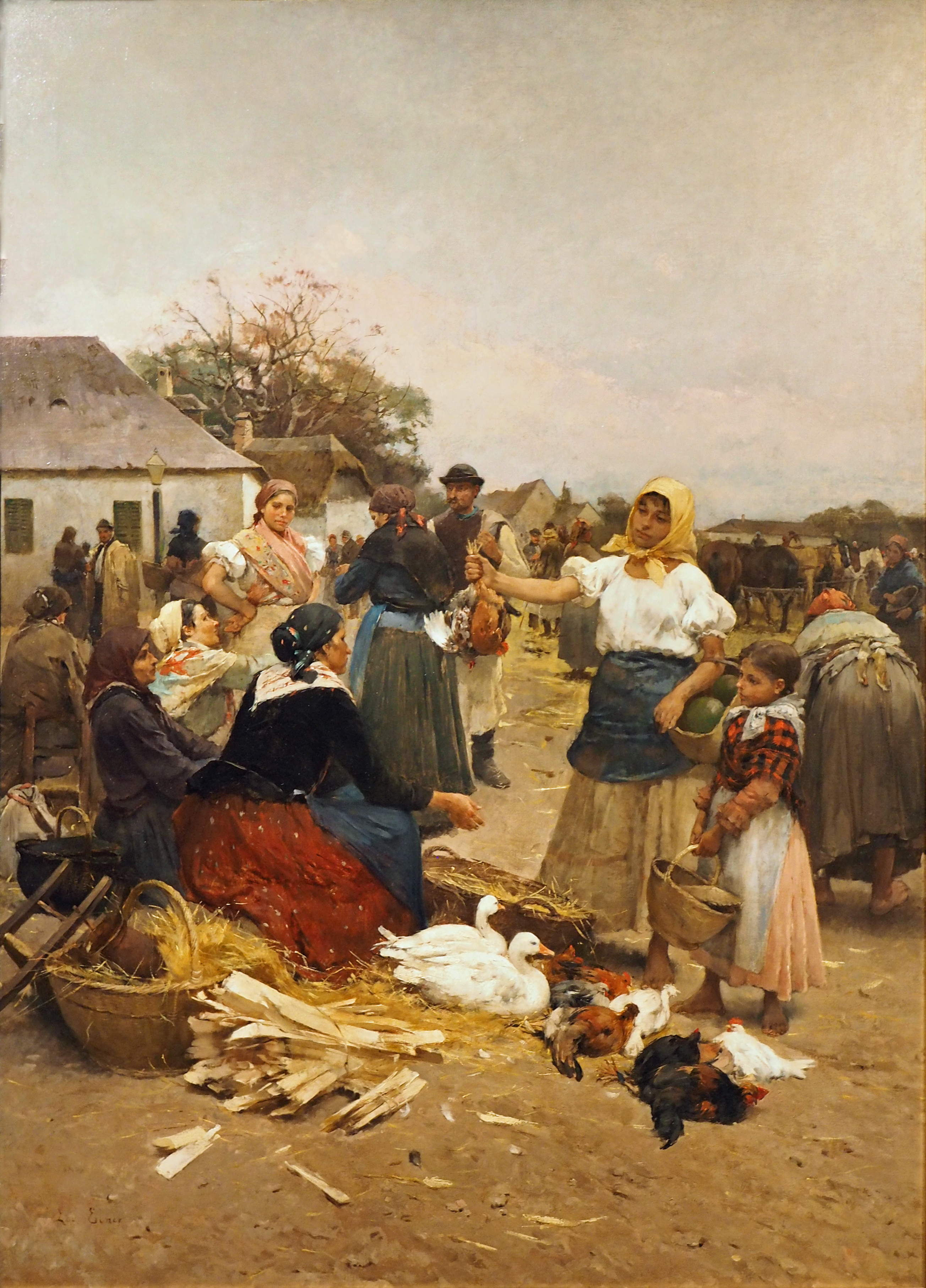
Deák-Ébner Lajos: Baromfipiac, 1885. Magyar Nemzeti Galéria

A baromfitenyésztés 19. század végéig elhanyagolt ágazatát Hreblay tudományos és népszerűsítő munkája helyezte előtérbe, mint a kisgazdaságok egyik fontos megélhetési területét, és mint a mezőgazdasági export emelésének egyik lehetőségét. Könyveiben, cikkeiben számolt be a magyar tyúk egyes külföldi eredetű fajtákkal történt keresztezésének eredményeiről, az így kapott hibridek gazdasági hasznáról. Az ábrákkal, gyakorlati tanácsokkal sűrűn megtűzdelt írásai, kézikönyvei több ezer példányban (még utánnyomásaik, bővített kiadásaik is) pillanatok alatt elkeltek. A Baromfiak (a Köztelek havi melléklete, 1898–1900) és a Gyakorlati Mezőgazda című szaklapok szerkesztői munkája (1907–1908) mellett a Magyarországon megjelenő gazdasági tárgyú heti- és havilapok (a Köztelek, Magyar Gazdák Lapja, a Baromfitenyésztés, A Kert, a Gyümölcskertész, a Borászati Lapok) rendszeres, vagy alkalmankénti írója volt.
A Baromfitenyésztők Országos Egyesületének (BOE) kezdeményezője, alapító igazgatóválasztmányi tagja (1902–1906) volt.
Több hazai és nemzetközi általános, országos és baromfi-szakkiállítás szervezőjeként, bíráló bizottsági tagjaként tevékenykedett. 1900 januárjában a Magyarország számára nagy jelentőséggel bíró párizsi világkiállítás VII. csoportbizottsága tagjának nevezték ki. Az 1902. évi pozsonyi kiállításon is jelentős volt a baromfitenyésztési ágazat képviselete, amint 1909-ben írták: „Külön megérdemli Hreblay, hogy irodalmi és tenyésztési tevékenysége mellett határozottan jellegzetes és fáradhatlan agitáló képességét is fölemlítsem. A baromfitenyésztés fejlesztésének egyik főrugója a baromfi-kiállítás, melyek rendezésébe a csalódások és szép sikerek egész láncolata után sem fáradt bele Hreblay Emil. Az ő személye, rendező képessége nélkül hazánkban nagyobb szabású baromfi-kiállítás el sem képzelhető.” 
Ahogy visszatekintve maga írta Baromfitenyésztés című, 1912-ben megjelent könyvében:
„Tizenkét évvel ezelőtt csak néhányan voltunk, kik előre megjósoltuk a mai, sőt a még ezután jövő hazai baromfitenyésztési fellendülést. Ma sokan vagyunk s ha különböző utakon, de mégis egy czél felé haladunk, elérendő azt, hogy a népies baromfitenyésztés ne legyen a házkörüli utolsó, hanem első foglalkozás, mert ezzé válhat, ha megismerjük mindazon fogásokat, amelyek ismerete a gyakorlatban való érvényesítés által a baromfitenyésztést - a házkörüli foglalkozások közt elsővé teszi.”

## Művei

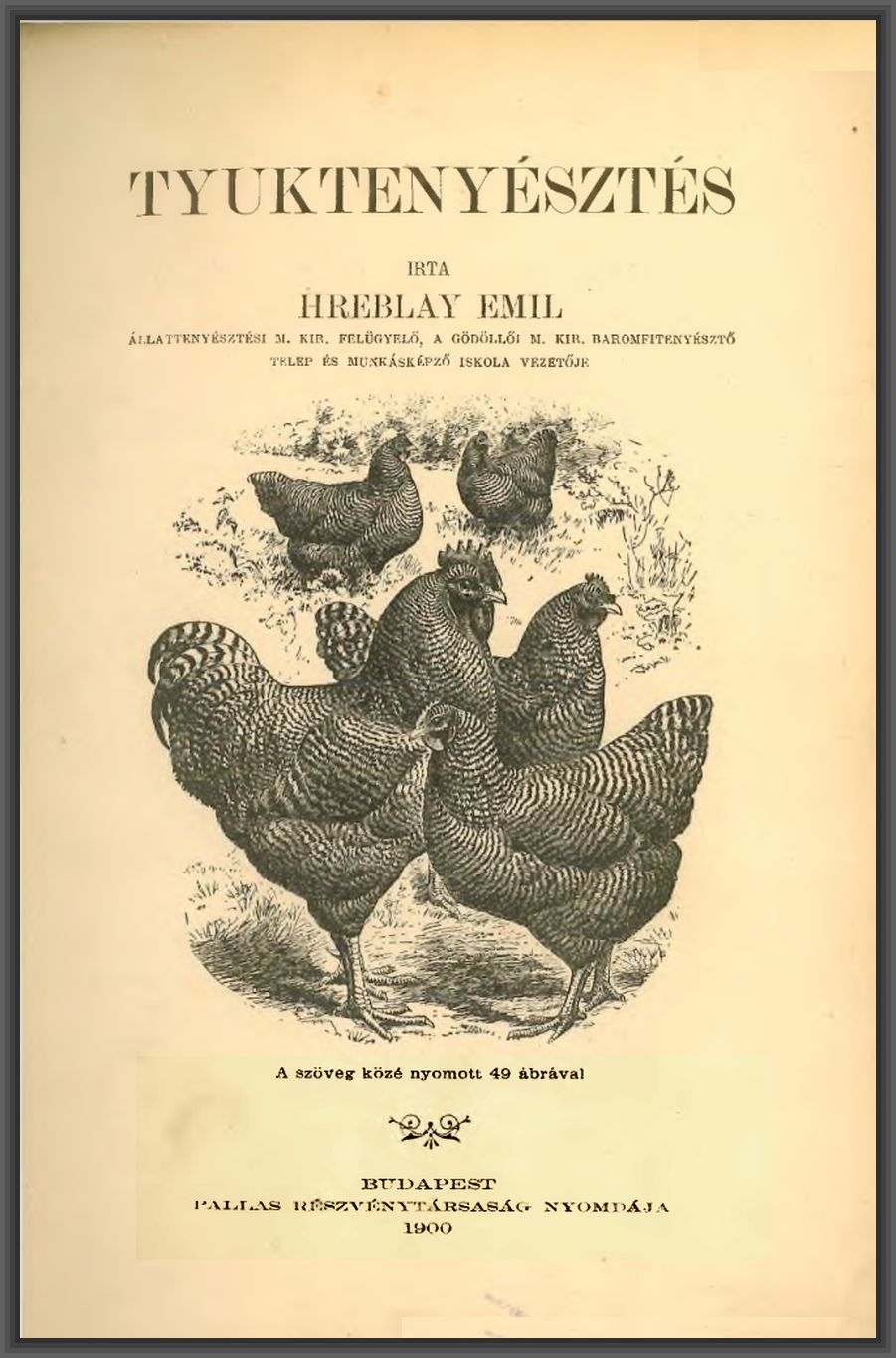

- Tanulmány a takarmányneműek mesterséges eltartásáról. Tanuló és gyakorló gazdák, valamint a gazdaközönség számára. Kassa, 1891.
- Gyakorlati útmutatás a nemesített erdei bükköny termelésére. A Sárosvármegyei Mezőgazdasági Bizottság kiadványa. Eperjes, 1896.
- A latyrus termesztése. A Sárosvármegyei Mezőgazdasági Bizottság kiadványa. Eperjes, 1897.
- Baromfi-keresztezési kísérletek. In: Kísérletügyi Közlemények, 1899.
- Baromfi-értékesítő szövetkezetekről. Budapest, 1900.
- A gazdasági baromfitenyésztésre vonatkozó általános tudnivalók. Budapest, 1900; 2. bőv. és jav. kiad. 1901; 3. átd. és bőv. kiad. 1904.
- Tyúktenyésztés. Szöveg közé nyomott 49 ábrával. (Budapest, 1900; 2. kiad. 1902; 3. átd. kiad. Kolozsvár, 1909)
- A baromfi hizlalása és a hízott baromfi értékesítése. Budapest, 1900. (A Kodolányi-alap kamataival jutalmazott mű), 2. bőv. és jav. kiad. 1906. Archiválva 2021. október 20-i dátummal a Wayback Machine-ben
- A baromfitermékek értékesítése. Útmutatás arra, miképpen lehet a baromfitenyésztés összes termékeit piacra való helyes előkészítés által értékesebbé és a szövetkezetek alakításával a jövedelmet nagyobbá és biztossá tenni. Budapest, 1901.
- Pulykatenyésztés. Szöveg közé nyomott 35 ábrával. Budapest, 1901; 2. teljesen átd. kiad. 1907. Szöveg közé nyomott 48 ábrával.
- Lúd- és kacsatenyésztés. Szöveg közé nyomott 35 ábrával. Budapest, 1901; 2. átd. és bőv. kiad. Kolozsvár, 1909.
- A mesterséges keltetés. In: Tyúktenyésztés. Budapest, 1902; és külön átd.: Budapest, 1903)
- A kendermagos magyar tyúk. In: Tyúktenyésztés. Budapest, 1902; és külön átd.: Budapest, 1903.
- Baromfitenyésztés, mely felöleli és tárgyalja a hazai és külföldi baromfifajtákat, tenyésztési eljárásokat, az értékesítést és a baromfibetegségek orvoslását. Kézikönyv a nép részére és tankönyv az ifjúság számára. 115 szövegközi ábrával. Budapest, 1905.
- Az ezüst szőrmenyúl tenyésztése és értékesítése. Nagyvárad, 1907.

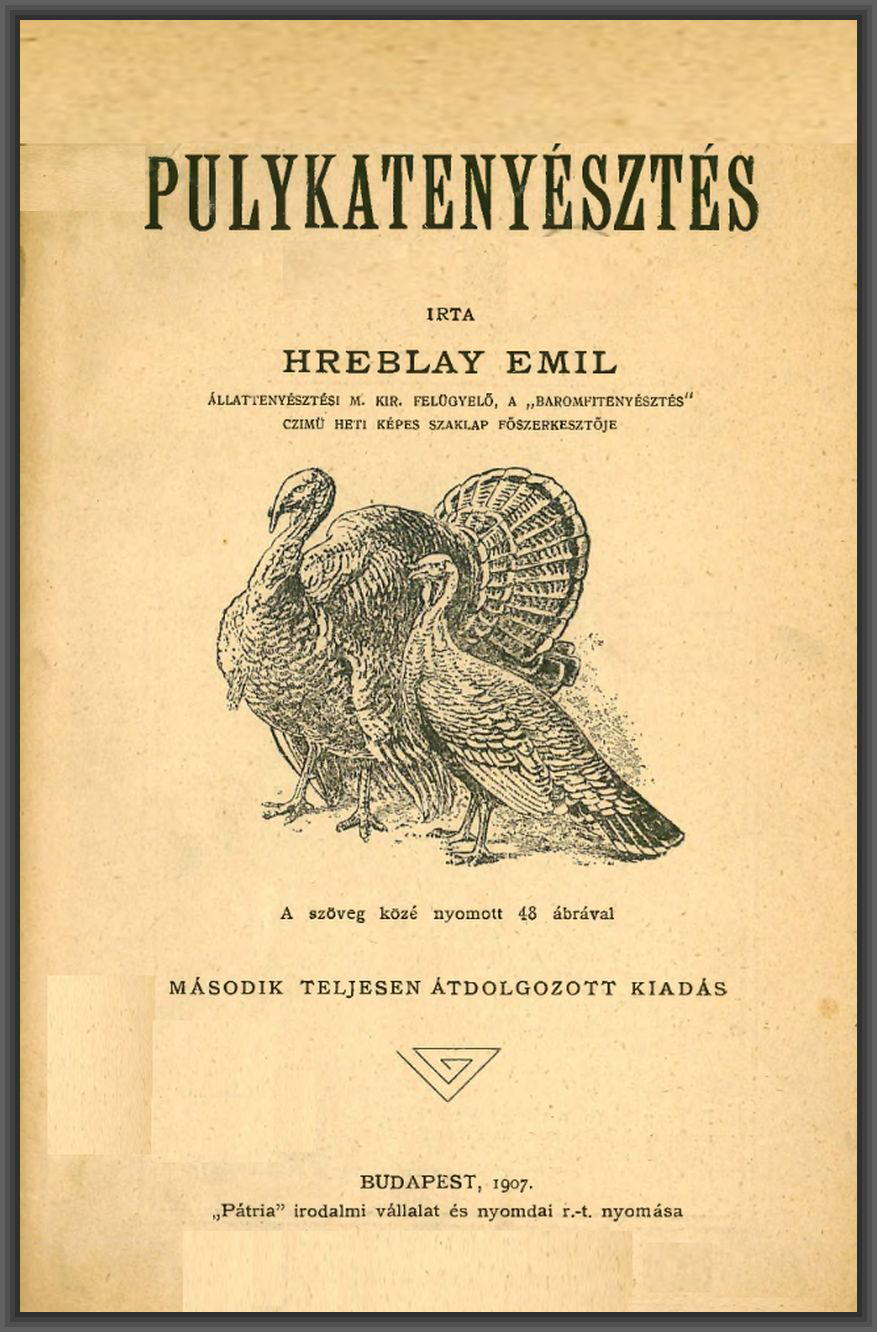

- Baromfitenyésztés. I–II. füzet. /A Köztelek Olcsó Könyvtára/. I. évf. 5–6. füzet, Budapest, 1909.
- A magyar erdélyi szarvasmarha standardja. (Sorozat) Társszerzők: lovag Sperker Ferenc, Szász Ferenc. In: Állattenyésztési Szemle, 1910.
- Állattenyésztés és állattenyésztési közigazgatás. – Állattenyésztési kérdések a kolozsvári gazdasági kerületben. 1–5. – Javaslat az ország szarvasmarha-állományának szaporítására. In: Állatorvosi Lapok, 1910.
- Apaállatszemlék és az állatorvosok szerepe. In: Állatorvosi Lapok, 1911.
- Baromfitenyésztés. I–III. füzet. A gazdasági baromfitenyésztésre vonatkozó általános tudnivalók és a gazdasági baromfifajták ismertetése. Az I–II. füzet új, átdolgozott kiadása is. /A Köztelek Olcsó Könyvtára/. I. évf. 5–7. füzet, Budapest, 1912.
- Házinyúltenyésztési útmutatás. Összeáll. Eperjes, 1917.
- A kecsketenyésztés és annak haszna. /A Hangya Szövetkezetek a mezőgazdasági termelés szolgálatában. 18./ Budapest, 1919.
- Miképpen rendezzük be baromfitenyészetünket, hogy abból hasznunk is legyen? /Hangya Szövetkezetek a mezőgazdasági termelés szolgálatában. 19./ Budapest, 1919.
- A hússertéstenyésztés. /A Hangya Szövetkezetek a mezőgazdasági termelés szolgálatában. 20./ Budapest, 1919.
- A házinyúltenyésztés, a hús és a szőrme értékesítése. /A Hangya Szövetkezetek a mezőgazdasági termelés szolgálatában. 21./ Budapest, 1919.
- Házinyúltenyésztés. In: A Gazda, 1928.